# Tropico (album de Pat Benatar)
Pour les articles homonymes, voir Tropico (homonymie).
Albums de Pat Benatar
Live from Earth
(1983) Seven the Hard Way
(1985)
Singles
1. We Belong
Sortie : 16 octobre 1984
2. Painted Desert
Sortie : 1984 (Europe & Australie)
3. Ooh Ooh Song
Sortie : 7 janvier 1985
4. Diamond Field
Sortie : 1985
5. Temporary Heroes
Sortie : 18 mars 1985 (promo)

Tropico est le 5e album studio de la chanteuse américaine Pat Benatar, sorti le 1er novembre 1984 via Chrysalis Records. 
L'album s'est classé 14e aux Billboard 200 le 22 décembre 1984. Tropico est certifié disque de platine par la Recording Industry Association of America en janvier 1985. Sixième album consécutif pour Pat Benatar à être certifié disque de platine aux États-Unis, incluant cinq albums studios et un album live, Live from Earth, sorti l'année précédente. L'album est également certifié disque d'argent au Royaume-Uni en juin 1985.
En France, l'album s'est écoulé à plus de 70 000 copies vendues. Tropico s'est par ailleurs classé à la 16e position et est resté 6 semaines dans les charts français.

## Liste des titres
| 1. | Diamond Field       | Neil Giraldo, Myron Grombacher, Pat Benatar                   | 3:20 |
| 2. | We Belong           | Eric Lowen, Dan Navarro                                       | 3:40 |
| 3. | Painted Desert      | Neil Giraldo, Myron Grombacher                                | 5:24 |
| 4. | Temporary Heroes    | Nick Trevesick, Ginny Clee                                    | 4:30 |
| 5. | Love in the Ice Age | Neil Giraldo, Myron Grombacher, Pat Benatar, Charles Giordano | 4:05 |

| 6.  | Ooh Ooh Song            | Neil Giraldo, Pat Benatar                | 4:28 |
| 7.  | The Outlaw Blues        | Neil Giraldo, Myron Grombacher           | 3:47 |
| 8.  | Suburban King           | Neil Giraldo, Billy Steinberg            | 1:48 |
| 9.  | A Crazy World Like This | Neil Giraldo, Billy Steinberg, Tom Kelly | 4:02 |
| 10. | Takin' It Back          | Neil Giraldo, Pat Benatar                | 4:07 |